# За мной последний танец
«За мной последний танец» (англ. Save the Last Dance) — американский художественный фильм 2001 года.
Слоган: «Всё, что тебе нужно, — быть собой» (англ. The Only Person You Need To Be Is Yourself).

## Сюжет
Главная героиня — Сара (Джулия Стайлз) мечтает поступить в школу танцев. Мама поддерживает её и обещает приехать на просмотр. Сара приезжает на пробы и ждёт своей очереди на прослушивании. Но что-то не ладится, она проваливает просмотр, а её мама не приезжает. Вскоре Сара узнает, что её мама в спешке к любимой дочери попала в автокатастрофу и погибла.
Сара переезжает к отцу в Чикаго в «чёрный» квартал. В новой школе, где почти все афроамериканцы, она знакомится с Дереком (Шон Патрик Томас) и его сестрой, которые позже ведут её в клуб. Там она наблюдает, как все танцуют и хочет научиться танцу в стиле hip-hop, хотя сама она — балерина. Дерек берётся обучать её в заброшенном здании, где они тренируются почти каждый день и, в итоге, влюбляются друг в друга.
Позже у Сары возникают разногласия с сестрой Дерека, а потом и с ним самим, но она не хочет бросать свою мечту и вновь готовится к просмотру. В назначенный день она уже выходит на сцену перед комиссией, но опять ошибается в танце. Несмотря на все разногласия и непонимания Дерек приходит к Саре на просмотр и помогает ей справиться с волнением. Воспрянув духом Сара блестяще проходит просмотр и ей предварительно говорят о её зачислении в школу танца.

## Роли озвучивали
Ирина Маликова-часть женских ролей,
Олег Куценко — часть мужских ролей,
Наталья Казначеева — часть женских ролей

## В ролях
| Актёр            | Роль    |
| ---------------- | ------- |
| Джулия Стайлз    | Сара    |
| Шон Патрик Томас | Дерек   |
| Керри Вашингтон  | Шенил   |
| Фредро Старр     | Мэлакей |
| Терри Кинни      | Рой     |
| Бьянка Лоусон    | Никки   |
| Винс Грин        | Снуки   |